# Norsk Rikskringkasting
Norsk Rikskringkasting (Nederlands: Noorse Rijksomroep), afgekort NRK, is de nationale omroep van Noorwegen. Het hoofdkantoor staat in Oslo. De omroep werd als particulier bedrijf opgericht in 1924. De Noorse staat nam dit bedrijf over in 1933, en verkreeg toen een monopolie op radio en later ook op televisie. NRK werd gemodelleerd naar het grote voorbeeld de Britse BBC.
De omroep was in 1950 een van de stichters van de EBU. Vanaf 1960 nam NRK deel aan het Eurovisiesongfestival.
Het monopolie van NRK werd in de jaren zeventig van de twintigste eeuw geleidelijk afgeschaft, eerst voor de radio, later ook voor tv. In 1987 kreeg de omroep met TVNorge de eerste tv-concurrent, die echter niet in het hele land uitzond. De grootste concurrent werd TV 2 dat in 1992 met uitzenden begon. In reactie hierop begon NRK in 1995 met een tweede net. In de loop van 2007 kwam er nog een derde net bij.
Door het hele land heeft NRK kantoren van waaruit regionale tv-programma's worden gemaakt. Ook verzorgt de omroep programma's in het Samisch.